# Autonomi
Autonomi (självstyre) innebär självbestämmanderätt, oberoende, inom flera områden som till exempel territorium, politik och taktik. Ordet autonomi kommer av grekiskans autos (själv) och nomos (bruk, ordning, lag).

## Statsrätt
Statsrättsligt innebär termen att en delstat, provins eller region utan egen suveränitet, har rätt att bestämma över vissa inre angelägenheter. Vad man kan bestämma över varierar: lagstiftning, beskattning, mynträtt med mera. Som exempel på autonoma regioner kan nämnas Färöarna och Grönland med hjemmestyre inom Danmark, samt Åland som fick självstyre inom Finland genom Självstyrelselagen 1920. Se även PAZ

## Folkrätt
Folkrättsligt innebär autonomi att en etnisk minoritet har vissa rättigheter ifråga om till exempel förvaltning, språk eller kultur.

## Filosofi
Inom filosofin syftar personlig autonomi på individens kapacitet att, i någon mening, styra sig själv.
Kroppslig autonomi avser individens rätt att bestämma över sin egen kropp.

## Politik
Autonomism är en politisk riktning som uppstod under 1970-talet i Italien. Vissa anarkister förespråkar ett samhälle som är uppbyggt på autonoma kommuner som är sammankopplade i ett nätverk eller en federation. Enligt regeringsformen har kommunerna i Sverige kommunalt självstyre (1 kap. 1§). Men kommunerna i Sverige har relativt begränsad makt, de kan inte stifta lagar och många beslut kan överklagas till den statliga länsstyrelsen.
Begreppet autonom vänster, eller som Säkerhetspolisen kallar det: den autonoma miljön,, är samlingsnamn på olika politiska grupper som har socialistisk eller anarkistisk ideologi. En annan liknande term är utomparlamentarisk vänster.

## Taktik
Autonomi som taktik används ibland av specialförband som skall kunna agera bakom fiende linje, ofta utan någon kontakt med sina kamrater bakom fronten. Organisationsformen används ofta av vänsteraktivister, speciellt insurrektionella anarkister som förespråkar autonomi och autonoma affinitetsgrupper. Taktiken har använts speciellt mycket av grekiska och italienska anarkister, till exempel under Kravallerna i Grekland 2008. Svenska grupper som förespråkar denna taktik är till exempel Batkogruppen. Denna taktik är effektiv mot fiender som inte är flexibla utan istället använder linjär krigföring, som till exempel konventionella militärastyrkor. 
Gerillakrig är ett exempel på det som kallas ”indirekt strategi”, det vill säga att man angriper motståndaren där han är som svagast och undviker att möta hans huvudstyrkor. Gerillasoldaterna krigar ofta i små grupper på 6-12 man och är ofta helt autonoma.

## Teknik
Maskiner som fungerar helt utan mänsklig övervakning eller styrning kan omnämnas som autonom teknik. Sådan används i rymden eller andra miljöer med svåra förhållanden. Ett exempel på autonom teknik är sovjetiska kärnkraftsdrivna fyrtorn.